# 빨간 신호등
빨간 신호등은 홍세화의 칼럼집(단행본)으로 1999년부터 4년 동안 신문 <한겨레>에 '빨간 신호등'이라는 이름으로 연재했던 칼럼을 한 권의 책으로 모은 것이다.